# Crematogaster carinata
Crematogaster carinata är en myrart som beskrevs av Mayr 1862. Crematogaster carinata ingår i släktet Crematogaster och familjen myror. Inga underarter finns listade i Catalogue of Life.